# Saint-Tropez, Saint-Tropez
Pour plus de détails, voir Fiche technique et Distribution.
Saint-Tropez, Saint-Tropez est une comédie italienne à sketches réalisée par Castellano et Pipolo et sortie en 1992.

## Synopsis
Quatre histoires s'entremêlent à Saint-Tropez.
Le timide Pierluigi, amoureux de sa belle cousine Eleonora, est invité sur son yacht et est prêt à tout pour elle. Il va jusqu'à engager un strip-teaseur, Marco, dont elle est tombée amoureuse pour une nuit. Mais le jeune homme est fidèle à sa fiancée Emilia, qui a désespérément besoin d'argent pour l'épouser et acheter une maison. Le couple parvient à obtenir plusieurs millions en recourant à un stratagème : ils font croire à Eleonora que Marco ne passera la nuit avec elle que si l'un et l'autre ont les yeux bandés, mais en réalité c'est Pierluigi qui sera avec sa cousine lors de la rencontre mouvementée. Pierluigi et Eleonora n'y verront pas d'inconvénient et feront évoluer leur relation en un jeu sado-masochiste.
Entre-temps, deux jeunes mariés sont arrivés à Saint-Tropez et ont l'intention de célébrer leur dixième anniversaire de mariage en répétant tout ce qu'ils ont fait pendant leur lune de miel. Mais ils vont être confrontés à une série de mésaventures : alors qu'ils décident de baigner nus, on leur vole leurs vêtements. Ensuite, ils se font arrêtés pour outrage à la pudeur et se retrouvent en prison. Mais pendant leur emprisonnement, grâce à l'intervention de policiers sympathiques, ils peuvent vivre une histoire d'amour enflammée, trinquer et même recevoir un gâteau pour fêter ça.
Au même moment, une belle tueuse à gages sicilienne, Misery est envoyée par la mafia pour tuer un personnage important. Par un concours de circonstances, Misery apprend que son voisin, le jeune Biagio, est déterminé à se suicider à cause d'une histoire d'amour malheureuse, en se jetant par la fenêtre au moment même où elle est censée commettre le meurtre. Après de nombreuses et vaines tentatives pour éliminer personnellement le jeune homme afin de ne pas entraver ses plans, elle finit par faire tomber Biagio amoureux d'elle et lui rend bien volontiers la pareille. Elle part ensuite en voyage avec lui pour fuir la vengeance de la mafia.
Enfin, le célèbre pianiste Carlo Rebonati veut à tout prix empêcher le mariage de son ex-femme Elisa avec un Suisse. Il est aidé pour ce faire par son fils sans scrupules, Micky, qui est convaincu que sa mère aime toujours son père. Après une tentative de suicide, le pianiste réussit à bloquer le mariage de sa bien-aimée en jouant une musique dédiée à son nom, La Lettre à Élise de Beethoven, et à reconquérir ainsi sa femme.

## Fiche technique
- Titre original : Saint-Tropez, Saint-Tropez[1]
- Réalisateur : Castellano et Pipolo
- Scénario : Doriana Leondeff (it), Carla Ercolini, Marco Elia, Castellano et Pipolo
- Photographie : Sandro Grossi
- Montage : Antonio Siciliano (it)
- Musique : Bruno Zambrini
- Costumes : Vera Cozzolino
- Décors : Emilio Baldelli, Vincenzo Medusa
- Société de production : Eurocapital '91, I. & S Imaginis Service, Lanterna Editrice
- Pays de production :  Italie
- Langue originale : italien
- Format : Couleur
- Durée : 98 minutes
- Genre : Comédie
- Dates de sortie :
  - Italie : 2 mai 1992

## Distribution
- Jerry Calà : Carlo Rebonati
- Alba Parietti : Misery
- Debora Caprioglio : Eleonora
- Maurizio Micheli : Pierluigi
- Fabrizio Bracconeri : Biagio Bicocca
- Demetra Hampton : Elisa Ricci
- Serena Grandi : Ada
- Stéphane Ferrara : Luigi
- Antonio Allocca : brigadier
- Enzo De Toma : chauffeur de taxi
- Isaac George : conducteur
- Francesco De Rosa (it) : Antoine, le brigadier adjoint
- Rosanna Banfi : Emilia
- Matteo Ripaldi : Micky Rebonati
- Aldo Bergamaschi : Marco Cicerchia
- Marcello Martana : Pierre, l'horloger
- Jimmy il Fenomeno : le disc jockey

## Exploitation
Le film a eu plus de succès à la télévision que dans les salles de cinéma, où il a rapporté 550 000 000 de lires.